# Нове Крамсько
Нове Крамсько (пол. Nowe Kramsko, нім. Neu Kramzig) — село в Польщі, у гміні Бабімост Зеленогурського повіту Любуського воєводства.
Населення — 829 осіб (2011).
У 1975-1998 роках село належало до Зеленогурського воєводства.

## Демографія
Демографічна структура станом на 31 березня 2011 року:
|          | Загалом | Допрацездатний вік | Працездатний вік | Постпрацездатний вік |
| -------- | ------- | ------------------ | ---------------- | -------------------- |
| Чоловіки | 414     | 83                 | 287              | 44                   |
| Жінки    | 415     | 62                 | 250              | 103                  |
| Разом    | 829     | 145                | 537              | 147                  |